# 刘永春
刘永春（？—1926年）。字鉴衡，北京大兴人，清末民初京剧花脸演员。工铜锤花脸兼红净（关羽）。
刘永春自幼学习唐山皮影戏，后经刘万义介绍入嵩祝成科班，改学京剧。艺成后，随四喜班演出。其嗓音激越，高而不竭，亮而不涩，韵味隽永，受到群众欢迎。三十岁后成名。随著名老生汪桂芬搭班合作，并常与谭鑫培、孫菊仙、杨小楼等同台演出。代表作有《草桥关》、《御果园》、《探皇陵》、《断太后》等。